# Kaiserjäger
I Kaiserjäger o K.u.k. Kaiserjäger (cacciatori imperiali) austriaci è la denominazione dal 1895 di 4 reggimenti di fanteria dell'esercito imperiale austriaco prima e austro-ungarico poi, reclutati in particolare nel Tirolo e in misura minore in altri territori dell'impero. I reggimenti furono sciolti nel 1918.

## Antefatto
La prima compagnia di fanteria del Tirolo fu il "Battaglione di Terra Tirolese" (Tiroler Landbataillon), costituito nel 1703 in Tirolo. Questo fu sostituito nel 1745 dal "Reggimento Tirolese di Terra" (Tiroler Feld- und Landregiment), che ricevette il grado e le prerogative di un reggimento imperiale e fu elencato sotto il numero di serie 46. A causa delle condizioni politiche durante l'era napoleonica, il reggimento nel 1801 fu collocato in Veneto, allora austriaco, per cui perse il suo nome originale.
Come successore in Tirolo è stato costruito da un corpo di "Cacciatori Tirolesi" (Jägerkorps) inquadrati come "64º Reggimento Cacciatori Tirolesi" (Tiroler Jäger-Regiment Nr. 64). In seguito, nel 1805, alla caduta del Tirolo nel regno di Baviera, il nome Cacciatori Tirolesi fu ritirato. Con il ritorno nel 1814 dell'Austria, incominciò immediatamente la riorganizzazione di un corpo da combattimento tirolese, che inizialmente consisteva in un battaglione, ma in seguito venne esteso fino a tre battaglioni. Il comandante del corpo fu il Luogotenente feldmaresciallo Franz Philipp Fenner von Fennberg, da cui deriva anche la designazione temporanea di Fennerjäger (Cacciatori di Fenner).

## Fondazione del reggimento
Nella primavera del 1815 l'imperatore Francesco II d'Asburgo-Lorena primo imperatore austriaco, ordinò il passaggio del corpo al suo diretto controllo denominando il reggimento Cacciatori Imperiali (Kaiser-Jäger-Regiment) e suddividendolo in quattro battaglioni e 16 compagnie. La formazione di questo reggimento ebbe inizio il 16 gennaio 1816. Questo nuovo reggimento fu l'unico reggimento "Cacciatori" dell'Impero d'Austria fino al 1895, quando il "Grande Reggimento dei Cacciatori Imperiali Tirolesi" (Großes Regiment der Tiroler Kaiserjäger), fu diviso.
I soldati di questo reggimento, la cui forza era di 5 000 uomini, furono reclutati tramite coscrizione, il servizio di leva iniziale era di 12 anni; più tardi, questo fu ridotto a 8 anni e poi a 6 anni, la retribuzione dei soldati era commisurata alla durata del servizio.

## Modifiche organizzative

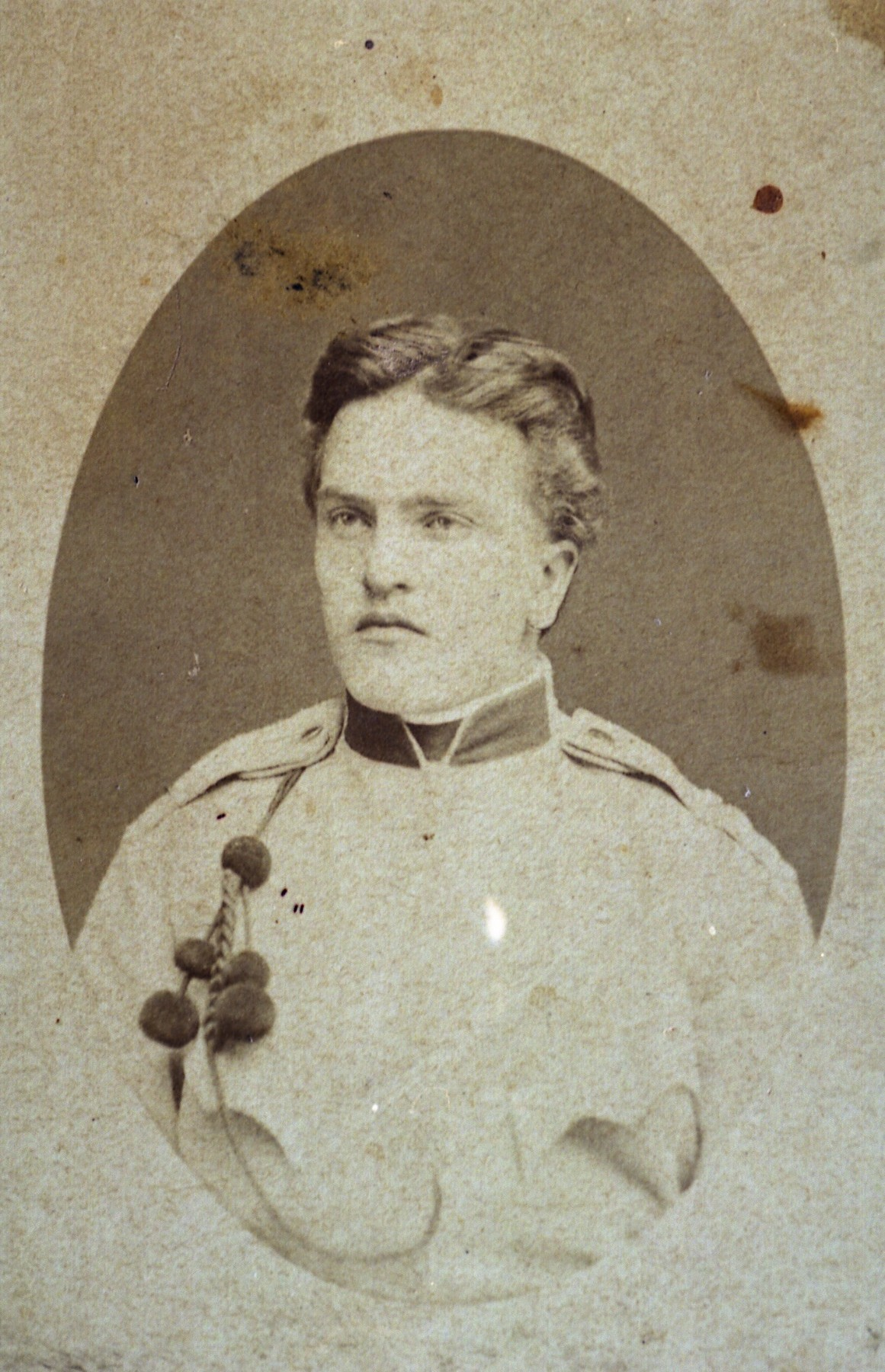
Giovanni Zeni di Magasa, soldato austriaco in servizio di leva a Bressanone nel 1888 ca.

Per 33 anni, l'organizzazione del reggimento rimase invariata fino a quando nel 1849 fu suddiviso in sei battaglioni da quattro compagnie e un battaglione da sei. Nel 1859 fu istituito un altro 8º battaglione. Nel 1863 ci fu una nuova ristrutturazione, il reggimento aveva ora sei battaglioni ciascuno con sei compagnie e un battaglione di deposito, da cui sarebbe stato creato un settimo battaglione nel caso di mobilitazione.
Dopo l'introduzione della coscrizione generale nel 1868, il reggimento fu suddiviso in sette battaglioni, sette compagnie di riserva e una squadra supplementare. Nel 1880 il reggimento fu portato a dieci battaglioni.
Il 1º maggio 1895, il personale fu rinforzato da incarichi dallo squadrone di truppa di campo a 16 battaglioni e il reggimento in quattro reggimenti di cacciatori divisi in quattro battaglioni. I reggimenti di nuova costituzione furono denominati Reggimento Imperiale e Reali 1º, 2º, 3º e 4º Reggimento Tirolese Cacciatori, Cacciatori Imperiali.
Il comandante del reggimento era sempre l'imperatore, i cui comandanti in seconda venivano sempre da lui nominati.

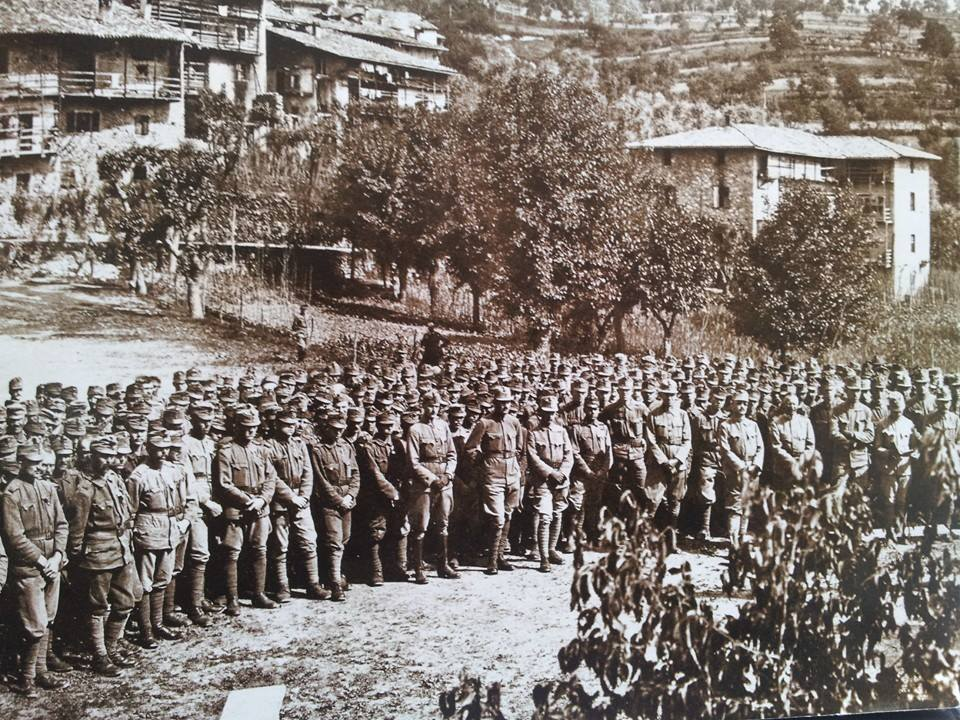
Messa da campo dei Kaiserjäger presso Castellano nel 1915

Numerose furono le medaglie e i conferimenti concessi ai Kaiserjäger trentini, durante tutto il conflitto e su tutti i fronti, sia in prima linea, sia nelle retrovie.

## Servizio operativo
I reggimenti di Kaiserjäger furono impiegati in servizio operativo durante l'assalto di "Casina Fersada" il 23 febbraio 1849, l'attacco al villaggio di Pregasina il 16 giugno 1848 dove sotto il comando di Dominik Platzer con 17 Kaiserjäger liberò il villaggio dai cittadini insorti e li passo per le armi. 
Altri episodi per cui sono ricordati sono la battaglia notturna a Volta Mantovana il 26 giugno 1848, la cattura di un cannone francese il 4 giugno 1859 durante la battaglia di Magenta, l'assalto di Oliosi del 24 giugno 1866 durante la battaglia di Custoza e l'assalto alla posizione degli insorti a Kremenac il 21 ottobre 1878 durante l'occupazione della Bosnia ed Erzegovina.

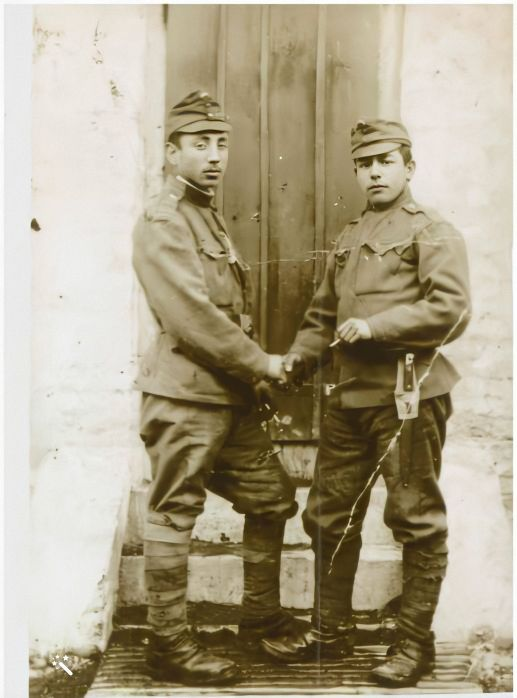
Kaiserjäger trentini, di Sopramonte (Tn), sul fronte orientale, a fine conflitto, circa 1918-1919.

Oltre alle operazioni militari di combattimento, i Kaiserjäger furono anche coinvolti nella realizzazione di infrastrutture militari e civili. Sono noti per aver posato la strada Kaiserjägersteig da Levico Terme in Valsugana tra il 1870 e 1880 che attraversa l'altopiano di Luserna, l'Altopiano dei Sette Comuni e termina a Malga Monterovere (1255 m). Durante la prima guerra mondiale, i quattro reggimenti combatterono con pesanti perdite, prima in Galizia e nei Carpazi contro la Russia, finché non furono schierati sull'Altopiano dei Sette Comuni a est di Trento e successivamente sull'Isonzo dove però vennero collocati come fanteria logistica.
I reggimenti Kaiserjäger non erano truppe di montagna, ma unità di fanteria regolare. Il personale di pace ben addestrato fu letteralmente sacrificato durante la campagna in Galizia e non poté in seguito essere sostituito nella stessa misura.
Nell'offensiva di Gorlice-Tarnów il 2º reggimento Kaiserjäger fra il 2 e 3 maggio 1915 perse 26 ufficiali e circa 600 fra sottufficiali e uomini; alla fine delle operazioni perse quasi l'80% degli uomini tra morti, feriti e dispersi. Il 4º reggimento perse 1 300 uomini nei primi giorni di combattimento.

## Dopoguerra
Dopo la fine della prima guerra mondiale, soprattutto a causa dell'ascesa al potere del regime fascista, di associazioni fortemente filo-nazionaliste italiane (che accentuarono più le gesta degli irredenti che combatterono nell'esercito italiano), la memoria dei Kaiserjäger trentini e dei loro commilitoni (Landesschützen e Standschützen compresi) venne tendenzialmente oscurata e messa da parte. Solo in ambito famigliare e a livello rurale, rimasero documenti, foto e testimonianze delle vicende ed esperienze militari dei trentini che vestirono la divisa austro-ungarica.

## Reggimenti

### ReggimentiKaiserjägernel 1914

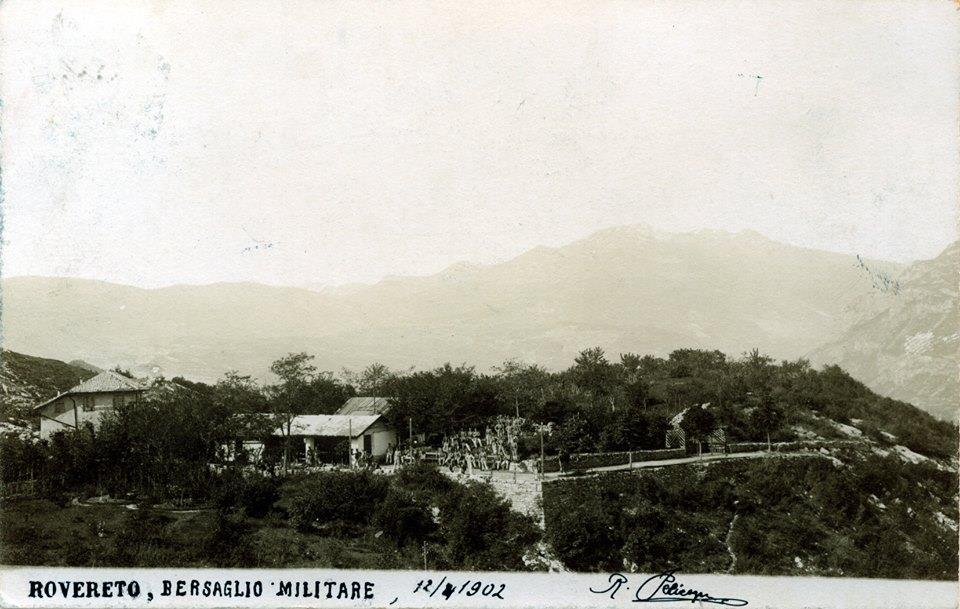
Casino di bersaglio militare del III Reg. Tiroler Kaiserjäger a Rovereto (aprile 1902)

Primo reggimento

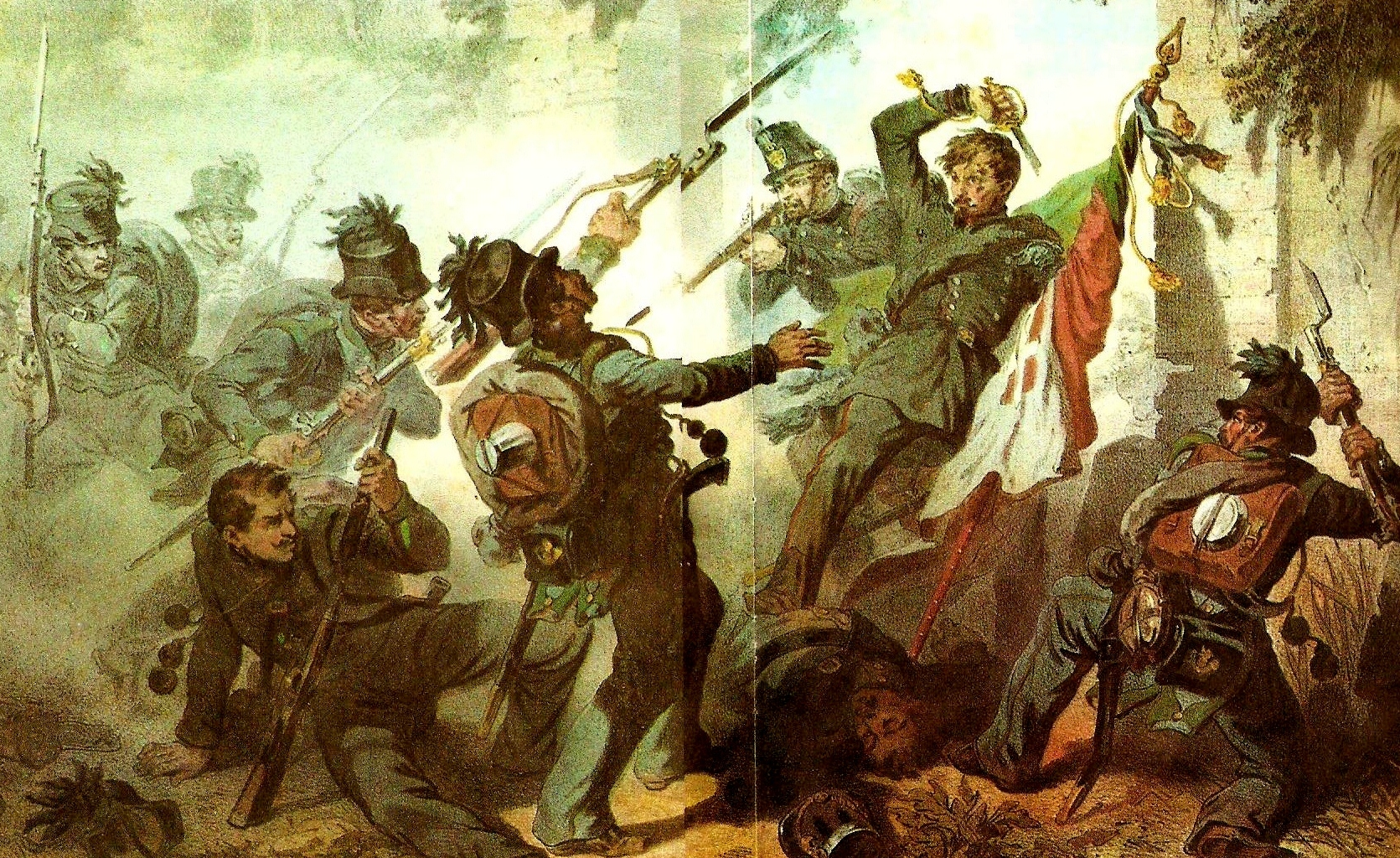
Kaiserjäger combattono contro i soldati piemontesi durante la battaglia di Novara

- Comandante: Oberst Guido Novak von Arienti
Madrelingua: 58% tedesca - 38% italiana - 4% altri
Commando / I. / II. Battaglione a Trento (Trient)
III. Battaglione a Levico
IV. Battaglione a Innsbruck

Secondo reggimento
- Comandante: Oberst Alexander Brosch Edler von Aarenau
Madrelingua: 55% tedesca - 41% italiana - 4% altri
Commando / I. / II. Battaglione a Bolzano (Bozen)
III. Battaglione a Merano (Meran)
IV. Battaglione a Bressanone (Brixen)

Terzo reggimento
- Comandante: Oberst Heinrich Vonbank
Madrelingua: 59% tedesca - 38% italiana - 3% altri
Commando/ II. / III. Battaglione a Rovereto (Rofreit)
I. Battaglione a Riva del Garda
IV. Battaglione a Trento (Trient)

Quarto reggimento
- Comandante: Oberst Ernst DietrichCasino di bersaglio militare del III Reg. Tiroler Kaiserjäger a Rovereto (aprile 1902)
Madrelingua: 59% tedesca - 38% italiana - 3% altri
Commando / III. Battaglione a Trento (Trient)
I. Battaglione a Mezzolombardo
II. Battaglione a Mezzocorona
IV. Battaglione a Hall in Tirolo

## Monumenti
Ai Kaiserjäger furono eretti monumenti a Bregenz e a Amras presso Innsbruck, mentre il monumento a loro costruito da Karl Ernstberger a Bolzano nel 1917/18 fu demolito nel 1926/27 per fare spazio al Monumento alla Vittoria italiano.